# Ronde van Spanje 2007/Negende etappe
De negende etappe van de Ronde van Spanje 2007 vond plaats op 9 september 2007 en voerde van Huesca naar het skioord Aramón Cerler in de Pyreneeën. De rit, die 167 kilometer lang was, was na de vierde etappe naar Lagos de Covadonga de tweede bergetappe van deze ronde. Er waren twee tussensprints en vier beklimmingen: een van de derde categorie, twee van de tweede categorie en de slotklim van de buitencategorie.

## Verslag
Een groep van dertien renners met onder andere Davide Rebellin, Serafín Martínez, Wim Van Huffel en José Angel Gómez Marchante sprong bij de beklimming van de eerste berg van de dag weg en nam al gauw een minuut voorsprong. Achterin was Óscar Pereiro in moeilijkheden; hij werd al snel op minuten achterstand gereden en zou later in de etappe opgeven. De kopgroep zou maximaal 2'55" voorsprong pakken op een achtervolgend peloton met de belangrijkste klassementsrenners.
In het peloton leidden de ploegen Rabobank en Discovery Channel inmiddels samen de achtervolging en in de aanloop naar de slotklim nam het verschil snel af. Alessandro Vanotti demarreerde uit de kopgroep, die vlak voor de klim naar Cerler werd bijgehaald. Kort daarna werd ook Vanotti gegrepen.
Goudentruidrager Stijn Devolder is een van de eerste grote namen die moest lossen. Samen met ploeg- en landgenoot Jurgen Van Goolen zag hij al snel zijn concurrenten steeds verder wegrijden. Carlos Castaño en Daniel Moreno deden een poging te ontsnappen, maar kwamen niet meer dan een twintigtal seconden uit de greep van Leonardo Piepoli en Denis Mensjov. De Italiaan en de Rus namen op vijf kilometer voor de finish de leiding over, op korte afstand gevolgd door Carlos Sastre en Ezequiel Mosquera. Vladimir Karpets, Cadel Evans, Samuel Sánchez, Vladimir Jefimkin en Manuel Beltrán konden inmiddels niet meer volgen. Piepoli, die door een slechte tijdrit geen direct gevaar is voor het algemeen klassement, won de etappe. Mensjov, die in dezelfde tijd tweede werd, nam de gouden trui van Devolder over.

### Tussensprints
- Eerste tussensprint in Boltaña, na 87 km: Wim Van Huffel
- Tweede tussensprint in Benasque, na 153 km: Alessandro Vanotti

### Beklimmingen
- Puerto de Monrepós (2e), na 24 km: Davide Rebellin
- Puerto de Serrablo (2e), na 71 km: Serafín Martínez
- Puerto de Foradada (3e), na 113 km: Serafín Martínez
- Skistation Aramón Cerler (ESP), na 168 km: Leonardo Piepoli

### Opgaves
- Bradley McGee van La Française des Jeux kneep na 48 kilometer in de remmen.
- Óscar Pereiro van Caisse d'Epargne had last van een virus en besloot na 99 kilometer op te geven.
- De Spanjaard Arkaitz Durán van Saunier Duval gaf eveneens onderweg op.
- De Italiaan Francesco Chicchi van Liquigas hield de Vuelta na 100 kilometer voor gezien.

## Uitslag
| rang | renner               | land        | ploeg                | tijd      |
| ---- | -------------------- | ----------- | -------------------- | --------- |
| 1    | Leonardo Piepoli     | Italië      | Saunier Duval-Prodir | 4u 28'21" |
| 2    | Denis Mensjov        | Rusland     | Rabobank             | z.t.      |
| 3    | Ezequiel Mosquera    | Spanje      | Karpin-Galicia       | op 17"    |
| 4    | Carlos Sastre        | Spanje      | Team CSC             | z.t.      |
| 5    | Oliver Zaugg         | Zwitserland | Team Gerolsteiner    | op 51"    |
| 6    | Daniel Moreno        | Spanje      | Relax-GAM            | op 1'03"  |
| 7    | Luis Pérez Rodríguez | Spanje      | Andalucía-Cajasur    | z.t.      |
| 8    | Samuel Sánchez       | Spanje      | Euskaltel-Euskadi    | z.t.      |
| 9    | Vladimir Jefimkin    | Rusland     | Caisse d'Epargne     | z.t.      |
| 10   | Manuel Beltrán       | Spanje      | Liquigas             | z.t.      |

## Klassementen

### Algemeen klassement
| rang | renner            | land      | ploeg                 | tijd       |
| ---- | ----------------- | --------- | --------------------- | ---------- |
| 1    | Denis Mensjov     | Rusland   | Rabobank              | 33u 54'46" |
| 2    | Vladimir Jefimkin | Rusland   | Caisse d'Epargne      | 2'01"      |
| 3    | Cadel Evans       | Australië | Predictor-Lotto       | 2'27"      |
| 4    | Carlos Sastre     | Spanje    | Team CSC              | 3'02"      |
| 5    | Ezequiel Mosquera | Spanje    | Karpin-Galicia        | 4'02"      |
| 6    | Stijn Devolder    | België    | Discovery Channel     | 4'28"      |
| 7    | Samuel Sánchez    | Spanje    | Euskaltel-Euskadi     | 4'42"      |
| 8    | Vladimir Karpets  | Rusland   | Caisse d'Epargne      | 4'58"      |
| 9    | Maxime Monfort    | België    | Cofidis               | 5'07"      |
| 10   | Carlos Barredo    | Spanje    | Quick·Step-Innergetic | 5'19"      |

### Puntenklassement
| rang | renner        | land      | ploeg                 | punten |
| ---- | ------------- | --------- | --------------------- | ------ |
| 1    | Óscar Freire  | Spanje    | Rabobank              | 115    |
| 2    | Paolo Bettini | Italië    | Quick·Step-Innergetic | 77     |
| 3    | Erik Zabel    | Duitsland | Team Milram           | 59     |

### Bergklassement
| rang | renner           | land    | ploeg                | punten |
| ---- | ---------------- | ------- | -------------------- | ------ |
| 1    | Serafín Martínez | Spanje  | Karpin-Galicia       | 67     |
| 2    | Leonardo Piepoli | Italië  | Saunier Duval-Prodir | 59     |
| 3    | Denis Mensjov    | Rusland | Rabobank             | 41     |

### Combinatieklassement
| rang | renner            | land    | ploeg                | punten |
| ---- | ----------------- | ------- | -------------------- | ------ |
| 1    | Denis Mensjov     | Rusland | Rabobank             | 8      |
| 1    | Vladimir Jefimkin | Rusland | Caisse d'Epargne     | 17     |
| 2    | Leonardo Piepoli  | Italië  | Saunier Duval-Prodir | 22     |

### Ploegenklassement
| rang | ploeg            | land       | tijd        |
| ---- | ---------------- | ---------- | ----------- |
| 1    | Caisse d'Epargne | Spanje     | 101u 56'18" |
| 2    | Team CSC         | Denemarken | op 8'14"    |
| 3    | Predictor-Lotto  | België     | 9'16"       |

1e etappe ·
2e etappe ·
3e etappe ·
4e etappe ·
5e etappe ·
6e etappe ·
7e etappe ·
8e etappe ·
9e etappe ·
10e etappe ·
11e etappe ·
12e etappe ·
13e etappe ·
14e etappe ·
15e etappe ·
16e etappe ·
17e etappe ·
18e etappe ·
19e etappe ·
20e etappe ·
21e etappe

Startlijst · Eindstanden · Afbeeldingen